# Christian Neuhuber
Christian Neuhuber (* 5. März 1970 in Gmunden, Oberösterreich) ist ein österreichischer Germanist und Literaturwissenschaftler, der derzeit am Franz-Nabl-Institut für Literaturforschung der Karl-Franzens-Universität Graz forscht und ebenda am Institut für Germanistik lehrt.

## Leben
Nach seiner Schulausbildung im altsprachlichen Stiftsgymnasium Kremsmünster studierte Neuhuber von 1989 bis 1995 mit Auszeichnung an der Karl-Franzens-Universität Graz Deutsche Philologie und Kunstgeschichte. Darauf begann er sein Doktoratsstudium der Deutschen Philologie in Graz, das er 2001 mit der Dissertation Das Ernste in der Komödie mit Auszeichnung abschloss.
Von 1996 bis 2001 arbeitete Neuhuber als Lektor am Germanistikinstitut der Palacký-Universität Olmütz; seit 2002 forscht und lehrt er an den Universitäten Graz, Olmütz und Brünn. Seither befasste er sich u. a. mit den Lustspielen und Dialektliedern Maurus Lindemayrs, der Rezeption von Büchners Lenz und den Dialektliedern Peter Gottlieb Lindemayrs.
Im Jahre 2008 erhielt Neuhuber mit seiner Habilitationsschrift Lenz-Bilder, die von Dieter Borchmeyer, Gerhard P. Knapp, Hartmut Steinecke und Götz Pochat begutachtet wurde, den Titel des Privatdozenten mit einer Venia für Neuere deutsche Literaturwissenschaft verliehen.
Von 2016 bis 2018 war er Assistenzprofessor am Franz-Nabl-Institut für Literaturforschung der Karl-Franzens-Universität Graz und leitete u. a. das Jubiläumsfonds-Projekt zu den Krumauer Hanswurst-Burlesken. Seit 2018 ist Neuhuber ebenda als Assoziierter Professor tätig. Von 2018 bis 2023 war er außerdem stellvertretender Institutsleiter.

## Tätigkeiten
- Mitbegründer und Koordinator des CEEPUS-Netzwerks Basic Transcultural Research of Provincial Cultures in Central Europe (Bratislava, Graz, Olmütz; seit 2013)
- Redakteur der Nestroyana (gem. mit Matthias Mansky, seit 2019)
- Juror des Literaturwettbewerbs wir sind lesenswert (seit 2020)
- Kassier der Internationalen Nestroy-Gesellschaft (seit 2023)
- Vorstandsmitglied der Thalia Germanica (seit 2023)

## Auszeichnungen
- Hugo-Kleinmayr-Förderungspreis für seine Dissertation (2002)
- Theodor-Körner-Preis für die Monographie zu Maurus Lindemayr (2010)[1]
- Kardinal-Innitzer-Förderungspreis für seine Habilitationsschrift (2010)[2]
- Josef-Krainer-Würdigungspreis des Landes Steiermark für seine gesamten wissenschaftlichen Leistungen[3]

## Veröffentlichungen

### Monographien
- Das Lustspiel macht Ernst. Das Ernste in der deutschen Komödie auf dem Weg in die Moderne: von Gottsched bis Lenz. Berlin: Erich Schmidt 2003, ISBN 978-3-503-06177-8.
- Lenz-Bilder. Bildlichkeit in Büchners Erzählung und ihre Rezeption in der Bildenden Kunst. Wien: Böhlau 2009, ISBN 978-3-205-78380-0.
- Georg Büchner. Das literarische Werk (= Klassiker-Lektüren. Band 11). Berlin: Erich Schmidt 2009, ISBN 978-3-503-09889-7.
- zusammen mit Margita Havlíčková: Johann Georg Gettner und das barocke Theater zwischen Nikolsburg und Krumau. Brno: Masarykova univerzita 2014.
- Der Baron Wurstelsprung. Kontextualisierung, Analyse und Edition einer Krumauer Hanswurstburleske (= Beilage der Zeitschrift Divadelní revue. Band 26/2). Prag: Institut umění, Divadelní ústav v Praze 2015.
- zusammen mit Stefanie Edler und Elisabeth Zehetner: Bairisch-österreichische Dialektliteratur vor 1800. Eine andere Literaturgeschichte. Wien, Köln, Weimar: Böhlau 2019, ISBN 978-3-205-20630-9, doi:10.7767/9783205209195.

### Herausgeberschaften (Auswahl)
- zusammen mit Elisabeth Zehetner: Bairisch-österreichischer Dialekt in Literatur und Musik 1650–1900. Graz: Leykam 2015.
- zusammen mit Klaus Kastberger und Stefan Maurer: Schauplatz Archiv. Objekt – Narrativ – Performanz (= Literatur und Archiv. Band 3). Berlin, Boston: De Gruyter 2019, ISBN  978-3-11-065625-1.
- zusammen mit Gerhard Fuchs und Stefan Maurer: Graz 2000+. Neues aus der Hauptstadt der Literatur (= dossieronline. Band 3). Graz: Franz-Nabl-Institut für Literaturforschung 2019.
- zusammen mit Klaus Kastberger: Archive in/aus Literatur. Wechselspiele zweier Medien (= Literatur und Archiv. Band 5). Berlin, Boston: De Gruyter 2021, ISBN 978-3-11-074227-5.
- zusammen mit Gabriella-Nóra Tar und Paul S. Ulrich: Das deutschsprachige Theater im Kontext europäischer Kulturgeschichte: Traditionen – Wechselbeziehungen – Perspektiven. Münster: LIT 2022.
- zusammen mit Lisa Erlenbusch: gegenwärts. Anlässe des Schreibens in der österreichischen Literatur seit 2020 (= dossieronline. Band 6). Wien: Lehner 2022.

### Editionen
- Maurus Lindemayr: Die hochdeutschen Komödien. Kritische Gesamtausgabe. 2 Bde. Wien: Praesens 2006.
- Maurus Lindemayr: Dialektlieder. Kritische Ausgabe. 2 Bde. Wien: Praesens 2008.
- Peter Gottlieb Lindemayr: Lieder in oberösterreichischer Mundart. Kritische Erstausgabe. Wien: Praesens 2010.
- gemeinsam mit Peter Deinhammer: Maurus Lindemayr, Ernest Frauenberger: Klavierlieder in oberösterreichischer Bauernsprache. Kommentierte Ausgabe. Weitra: Bibliothek der Provinz 2015.
- zusammen mit Lisa Erlenbusch und Marko Ikonić: Die Hanswurst-Burlesken von Český Krumlov (= Texte und Studien zur österreichischen Literatur- und Theatergeschichte. Band 6). ISBN 978-3-902850-16-4.